# Gryllotalpa isfahan
Gryllotalpa isfahan is een rechtvleugelig insect uit de familie veenmollen (Gryllotalpidae). De wetenschappelijke naam van deze soort is voor het eerst geldig gepubliceerd in 2006 door Ingrisch, Nikouei & Hatami.